# Leer
Leer é uma cidade da Alemanha, capital do distrito de Leer, na região da Frísia Ocidental, na parte noroeste do estado de Baixa Saxônia. Situa-se no Rio Leda, um afluente do Rio Ems, perto da fronteira com os Países Baixos. Com 34.958 habitantes (2021), é a terceira maior cidade na Frísia Oriental depois de Emden e Aurich.
Ela tem uma conexão ferroviária e rodoviária para Groningen, Países Baixos, Emden, Bremen e o Sul (a região industrial de Rheine im der Ruhr)

## Geografia
Leer foi um assentamento muito antes de começar a ser mencionada em documentos escritos. Originalmente, a cidade estava situada em um meandro próximo da foz do Rio Leda no Ems, a qual ainda é o centro da cidade. Mesmo que Leer esteja a cerca de 30 km da costa, ainda é possível chegar à cidade em barcos de grande porte passando por meio do Ems. Leer situa-se próxima da fronteira neerlandesa; o Distrito de Leer divide a fronteira com a província neerlandesa de Groningen. A ilha e reserva natural de Bingumer Sand localiza-se dentro do distrito.
{|
|
Bairros de Leer:
- Leer (centro)
- Leerort
- Heisfelde
- Loga
- Logabirum
- Nüttermoor
- Hohegaste
- Nettelburg
- Bingum

|}

## História
Há muitos vestígios de assentamentos primitivos na área, incluindo ferramentas de sílex que são datadas de cerca de 3200 a.C.
Em 791 AD São Ludger construiu a primeira capela da Frísia Oriental, à margem esquerda do assentamento de Leer, na época ainda chamado de Hleri. Esta capela é mencionada pela primeira vez em um documento escrito de 850 AD.
Durante os séculos XIV e XV, Leer foi terra natal da família Ukena, a qual foi uma das famílias mais influentes da Frísia Oriental naquele tempo. A cidade lucrou com o comércio com os Hanse, e a fortaleza Leerort foi construída. 
Em 1508, o Conde Edzard obteve o direito oficial de sediar um mercado, o que começou a tradição do "Gallimarkt", que agora é uma feira anual. Em 1744 a Frísia Oriental caiu nas mãos da Prússia, até então governada por Frederico, o Grande. Privilégios de cidade foram concedidos em 1823 por Jorge IV, rei de Hanôver.
Em 1854 Leer tornou-se conectada à ferrovia "Hannoversche Westbahn" que, na época, conectava Emden e a área de Rheine do Ruhr. Em 1856, a ferrovia foi conectada ao sistema ferroviário central alemão.
Ao contrário de Emden, Leer sofreu pouco dano dos bombardeios Aliados durante a Segunda Guerra Mundial. A cidade foi ocupada por tropas canadenses em 28 de abril de 1945.
Em 1 de outubro de 1955, Leer recebeu o status de cidade independente.

## Demografia
Evolução da população:
- 1998: 33.43754111111111111111111124521
- 1999: 33.60024144445465484788544747584
- 2000: 33.84912546548548748547848754848
- 2001: 34.10925415545885748454154145544
- 2002: 34.085415454544545210465478545120
- 2003: 33.972187984561256487465485769459
- 2004: 33.682156464847845564647894756498
- 2005: 34.363628777777777748789748478947
- 2007: 34.545787487484548787848784578584

Populações em 31 de dezembro de cada ano